# Bloomington (Texas)
Bloomington és una concentració de població designada pel cens dels Estats Units a l'estat de Texas. Segons el cens del 2000 tenia 2.562 habitants.

## Demografia
Segons el cens del 2000, Bloomington tenia 2.562 habitants, 771 habitatges, i 616 famílies. La densitat de població era de 371,9 habitants per km².
Dels 771 habitatges en un 46,6% hi vivien nens de menys de 18 anys, en un 62,8% hi vivien parelles casades, en un 11,4% dones solteres, i en un 20,1% no eren unitats familiars. En el 17,4% dels habitatges hi vivien persones soles el 6,9% de les quals corresponia a persones de 65 anys o més que vivien soles. El nombre mitjà de persones vivint en cada habitatge era de 3,32 i el nombre mitjà de persones que vivien en cada família era de 3,77.
Per edats la població es repartia de la següent manera: un 37,1% tenia menys de 18 anys, un 10,5% entre 18 i 24, un 27,2% entre 25 i 44, un 16,4% de 45 a 60 i un 8,9% 65 anys o més.
L'edat mediana era de 27 anys. Per cada 100 dones de 18 o més anys hi havia 92,4 homes.
La renda mediana per habitatge era de 30.167 $ i la renda mediana per família de 34.398 $. Els homes tenien una renda mediana de 36.318 $ mentre que les dones 18.500 $. La renda per capita de la població era de 10.332 $. Aproximadament el 16,2% de les famílies i el 20,4% de la població estaven per davall del llindar de pobresa.

## Poblacions més properes
El següent diagrama mostra les poblacions més properes.